# 194
194 (CXCIV na numeração romana) foi um ano comum do século II do Calendário Juliano, da Era de Cristo, teve início a uma terça-feira  e terminou também a uma terça-feira, a sua letra dominical foi F (52 semanas)
| Ano completo                       |
| ---------------------------------- |
| Ano comum com início à terça-feira |

## Eventos
- Os Povos Lusitanos revoltam-se contra a dominação romana e iniciam a resistência armada.